# Heiliger Berg (Bärnbach)

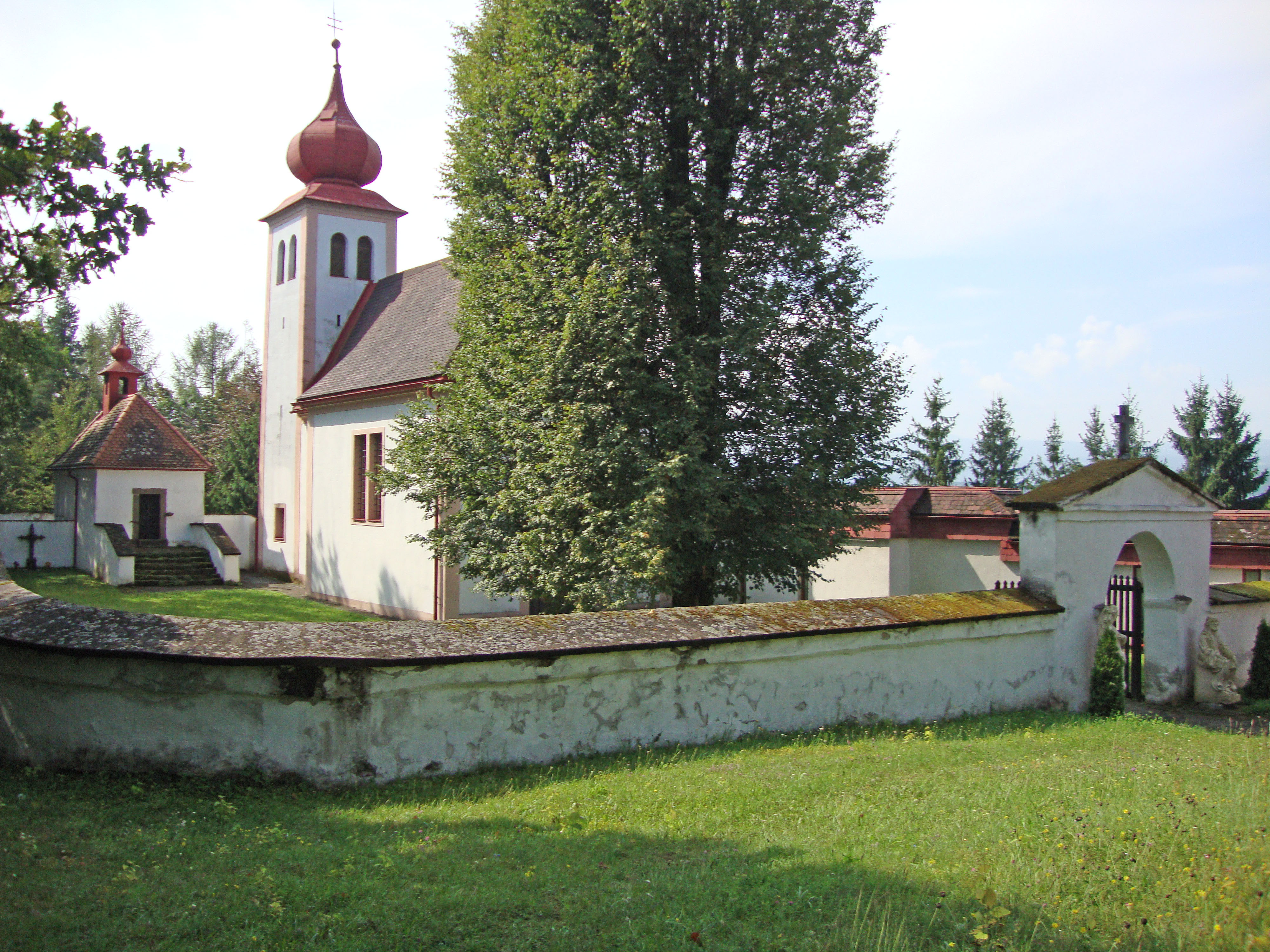
Die Kirche Hll. Joachim und Anna mit der Heilig-Grab-Kapelle

Der Heilige Berg ist eine 539 Meter hohe Erhebung im Köflach-Voitsberger Becken, am Zusammenfluss von Gradnerbach und Kainach in der Stadtgemeinde Bärnbach in der Steiermark. Auf ihm befindet sich das 1975 errichtete Karmelitinnenkloster Bärnbach mit Kirche, eine Heilig-Grab-Kapelle und ein Kalvarienberg.  Die Kirche und die Heilig-Grab-Kapelle stammen aus der zweiten Hälfte des 17. Jahrhunderts, während der Kalvarienberg zwischen 1730 und 1740 angelegt wurde.
Von Bärnbach führt ein Kreuzweg zur Kirche und dem Karmel Heilig Kreuz, einem Kloster der Unbeschuhten Karmelitinnen am Gipfelplateau des Heiligen Berges.

## Geschichte
Der Heilige Berg war bereits in prähistorischer Zeit besiedelt. Funde aus der Urnenfelderzeit, Hallstattzeit und Römerzeit – schon damals wurde er als mons sacer bezeichnet – lassen darauf schließen.
Die Kirche und die Heilig-Grab-Kapelle wurden am 20. April 1660 von der Gräfin Elionora Eusebia von Wagensperg gestiftet. Die Kirche wurde 1666 der heiligen Maria geweiht. Bis 1952 war sie eine Filialkirche von Piber und ist heute eine Filiale der Pfarre Bärnbach.  Zwischen 1730 und 1740 wurde die Kalvarienberganlage vervollständigt. 1956 wurde die Kreuzgruppe sowie in den Jahren 1957 bis 1971 und 1976 das Kirchengebäude restauriert. Die Kalvarienbergkapellen wurden 1970 restauriert.
Mit der Errichtung des Karmelitinnenklosters und dem Bau des Klostergebäudes wurde am 23. März 1975 auf Initiative des Bärnbacher Pfarrers Friedrich Zeck und des damaligen Bischofs der Diözese Graz-Seckau, Johann Weber begonnen. Das fertiggestellte Kloster wurde am 12. September 1976 geweiht und von sechs Schwestern des Ordens der der allerseligsten Jungfrau Maria vom Berge Karmel bezogen.

## Beschreibung

### Filialkirche Hll. Joachim und Anna

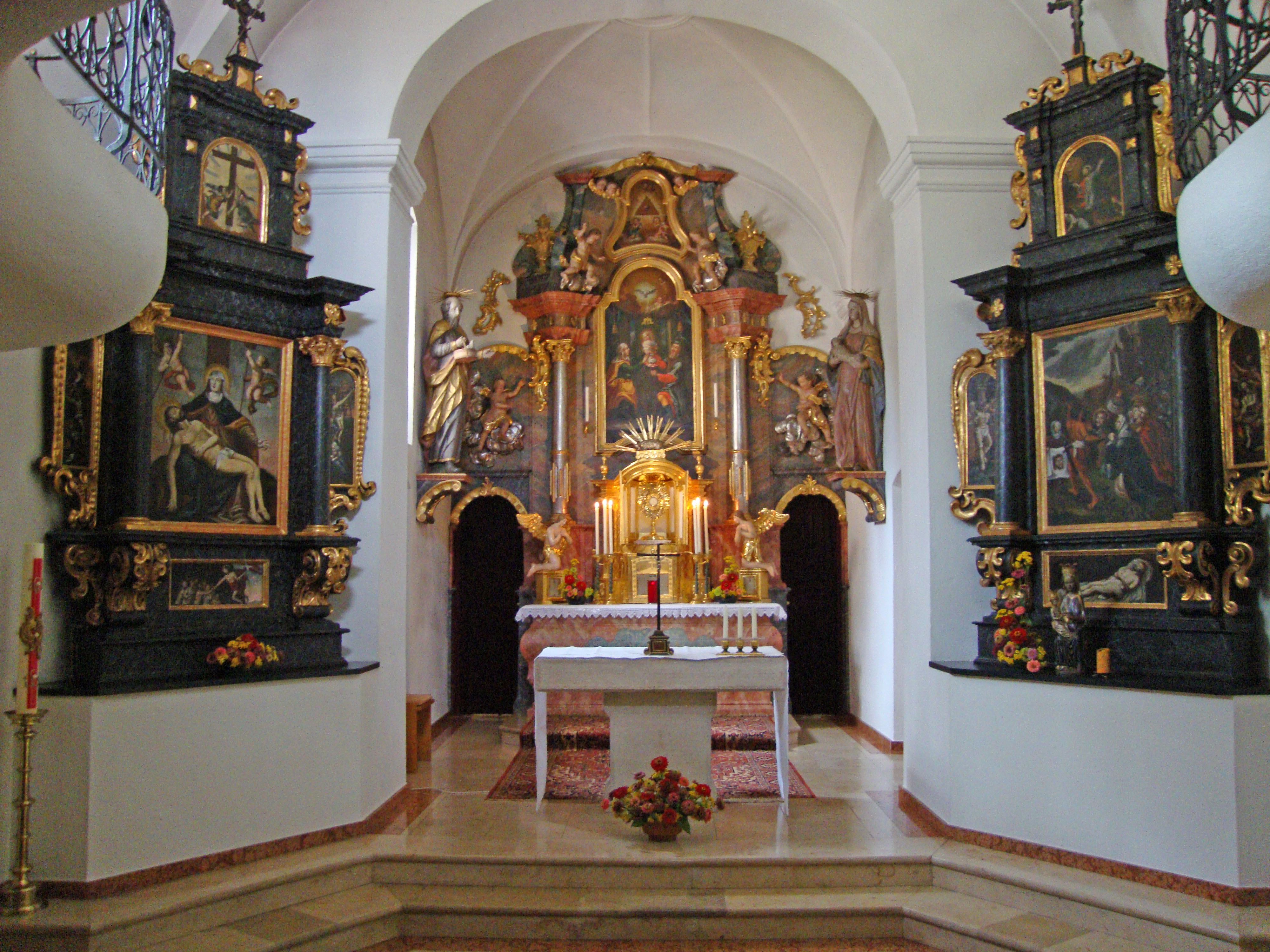
Blick auf den Hochaltar und die beiden Seitenaltäre

Die nach Süden orientierte Filialkirche ist den Heiligen Joachim und Anna geweiht und wurde ab 1660 erbaut und 1666 geweiht. Der Turm mit Zwiebelhelm befindet sich über dem Chor. An der nördlichen Außenfassade findet man zwei Nischen. Die Kirche und die freistehende Heilig-Grab-Kapelle werden von einer zusammen mit der Kirche errichteten Kirchhofmauer mit Nischen umgeben. Vor dem Kirchhoftor im Norden befindet sich eine steinerne Figurengruppe von Jesus und der Samariterin aus dem Ende des 17. Jahrhunderts, welche Johann Jakob Schoy zugeschrieben werden.
Das Kirchenschiff hat einen quadratischen Grundriss. Zwischen dem Langhaus und dem, von einem achtteiligen Kreuzgratgewölbe überspannten Chor befindet sich ein eingeschnürter Fronbogen. Die vorgezogene Empore und ein schmiedeeisernes Gitter stammen aus dem Jahr 1976. Die gratgewölbte Sakristei schließt westlich an den Chor an.
Der 1892 restaurierte Hochaltar mit Rokoko-Ornament wurde um 1770 errichtet und 1771 von Franz Wolfart gefasst. Das Altarblatt aus dem Anfang des 18. Jahrhunderts zeigt die Darbringung Mariens im Tempel durch die hll. Joachim und Anna. Einige Engel des Hochaltars wurde 1973 gestohlen. Die mit Knorpelwerkornament verzierten Seitenaltäre stammen aus der Bauzeit. Auf dem linken Seitenaltär steht ein Bild einer Pietà und auf dem rechten eine Bildn der Kreuztragung. Die seitlichen Wangen der Seitenaltäre weisen Bildfelder auf. Die 1971 restaurierte und 1781 sowie 1849 reparierte Positivorgel stammt aus dem Anfang des 18. Jahrhunderts. Die Kreuzwegbilder folgen der barocken Tradition. In der Sakristei findet man die Reste von zwei barocken Fresken, welche eine Pietà sowie einen Schmerzensmann zeigen, sowie einen kleinen barocken Schrank mit gemalten Leidenswerkzeugen.

### Heilig-Grab-Kapelle
Die freistehende Heilig-Grab-Kapelle mit einem Dachreiter wurde laut einem Chronogramm 1776 erbaut. Sie befindet sich neben der Kirche, innerhalb der Kirchhofmauer. Die Fresken im Inneren wurden teilweise übermalt.

### Klostergebäude

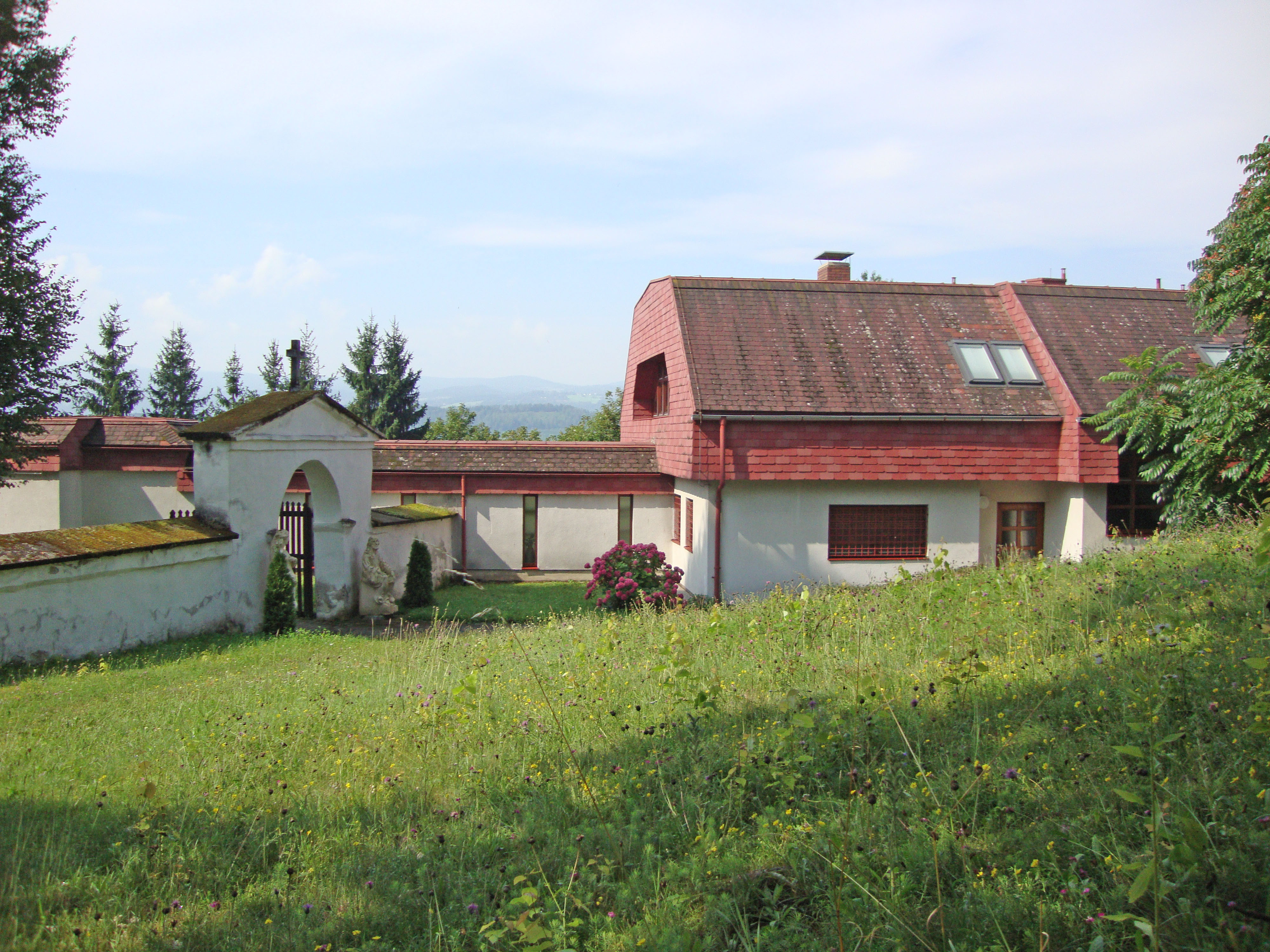
Das Klostergebäude auf dem Heiligen Berg

Das Klostergebäude befindet sich nördlich der Kirche und ist mit dieser über einen Gang verbunden. Es wurde 1975/76 nach Plänen von Fridrun Hussa erbaut. Im Sprechzimmer des Klosters kann man einige Funde aus der Urnenfelderzeit wie Töpfe, Schalen, Webstuhlgewichte und Spinnwirtel besichtigen, die während des Klosterbaus ausgegraben wurden.

### Kalvarienberg

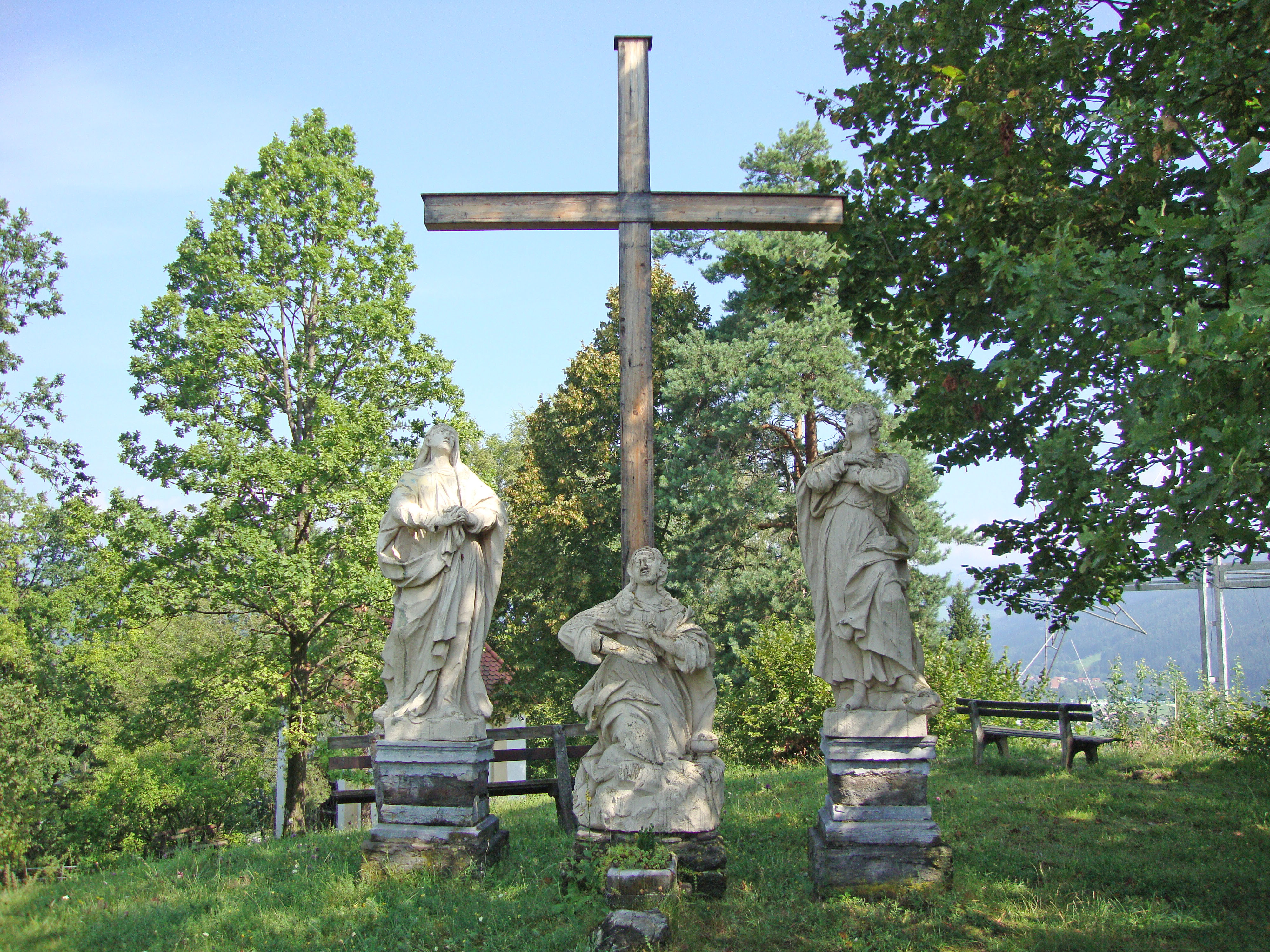
Die Kreuzigungsgruppe am Kalvarienberg

Der Kalvarienberg befindet sich auf der Spitze des Heiligen Berges. Die vier gemauerten Passionskapellen stehen um die Hügelkuppe verteilt und sind den Geheimnissen des Schmerzhaften Rosenkranzes geweiht. Sie wurden um 1730–40 errichtet und weisen unterschiedliche Grundrissgestaltungen auf. Die schmiedeeisernen Gitter an den Eingängen stammen aus der Bauzeit. Im Inneren der Kapellen findet man je zwei, später übergangene, gemalte Passionsszenen aus der Zeit um 1780. Die Steingruppen des Christus am Ölberg und der Geißelung am Sockel stammen von Philipp Jakob Straub. Die Statuten der Dornenkrönung und des unter dem Kreuz gefallenen Christus stammen wahrscheinlich ebenfalls von Straub. Weitere Skulpturen in den Kapellen stammen aus dem Jahr 1957.
Auf der Spitze der Hügelkuppe steht eine Kreuzgruppe, bestehend aus den drei Steinfiguren der hll. Maria, Johannes und Maria Magdalena. Diese Figuren stammen aus der Zeit um 1730 und werden Johann Jakob Schoy zugeschrieben. Das ursprüngliche, barocke Holzkruzifix befindet sich heute in der Pfarrkirche Bärnbach.

## Bildstock an der Auffahrt

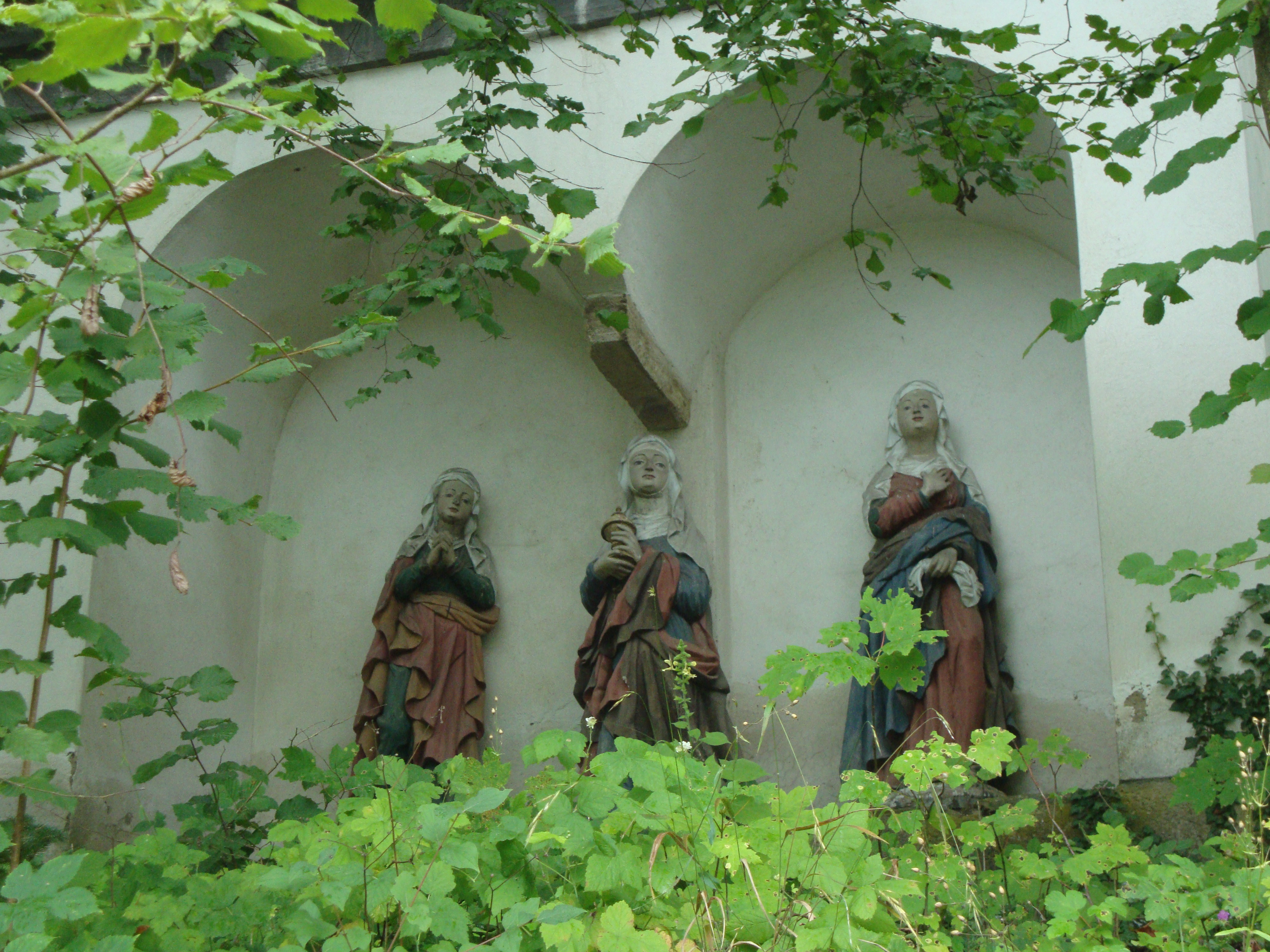
Die Statuen im Bildstock an der Auffahrt

An der Auffahrt zur Klosteranlage steht ein doppelnischiger Bildstock mit einem eingemauerten römischen Inschriftenstein aus dem 2. Jahrhundert. In den Nischen stehen Ende des 17. Jahrhunderts gefertigte hölzerne Skulpturen der weinenden Frauen am Grabe.